# Styx (nymf)
Styx var i grekisk mytologi en vattennymf som härskade över floden Styx, som var gränsen till dödsriket.
Styx var dotter till Okeanos och Tethys. Hon gifte sig med titanen Pallas och fick barnen: Zelus (Tävlan), Nike (Seger), Kratos (Styrka) och Bia (Kraft). Enligt Gaius Julius Hyginus, som är känd för sina många felaktigheter, fick de även barnen Scylla, Fontes (Fontäner) och Lacus (Sjöar).